# ストーカー市川
市川 寛二（いちかわ かんじ、1974年10月12日 - ）は、日本の男性プロレスラー。リングネームは、2020年よりこのまま市川（このままいちかわ）。それ以前はストーカー市川（ストーカーいちかわ）などを名乗った。岐阜県各務原市出身。最終所属DRAGON GATE。血液型A型。
ストーカー市川のギミック上は東京・フジテレビ出身としている。

## 来歴
近畿大学卒業後に闘龍門の2期生としてメキシコへ渡り、1998年12月12日、対神田裕之戦でデビュー。
日本に凱旋帰国後、フジテレビの番組「オレたちひょうきん族」に出てくるブラックデビルの格好がギミックの特徴であるストーカー市川となった。入場テーマは同番組のオープニングテーマでもあった「ウィリアム・テル序曲」。
闘龍門時代からお笑い部門担当として闘い続ける。闘龍門時代に初代M2KとC-MAXの抗争時に抽選で選ばれたTARUと組んでマスカラ・コントラ・マスカラで奇跡的な1勝を直接挙げている（この時はCRAZY-MAX所属だったが後にCRAZY-MAXを解雇されている。また、これが唯一ユニットに所属していた期間である）。
エルヌメロウノが行われている間、最弱王決定戦のトーナメントにもエントリーされ（他は三島来夢・しゃちほこマシーンズ・TARUシート）1回戦で見事に負け決勝に進出したが当時、エゴイストのキャラクターになったばかりのマグナムTOKYOの乱入にあい、決勝は無効試合となった。
フロリダブラザーズが現れてからはその座が危ぶまれていたが、負けたらキャラクター返上の1vs2のコントラ・マッチでイナバウアー・ジャーマン・スープレックス・ホールドで奇跡とも呼べる勝利でキャラクターを守った（この後の大田区大会で吉江豊とのシングルが組まれたため）。同じく弱さを売りにしているKAIENTAI-DOJOのDJニラと仲が良く、タッグを組んだこともあるが二人まとめてフォールを奪われた。
普段は、試合で相手を追い込んだり、ラ・マヒストラルを決めると歓声だけでなく野次が飛ぶことがある。
高山善廣、川田利明、天龍源一郎、秋山準、永田裕志、果ては女子プロレスラーのアジャ・コングなど、彼ほどいろんな大物選手と闘ったことがある選手も珍しい（大体の場合、相手がフィニッシュ・ホールドを決めようとするとセコンドからタオルが投入されてTKO負けという落ちがつく）。この時、相手はいつも「X」とされる。高山と闘ったときはスポーツ新聞の裏面を飾ったほどである（「高山、宇宙人退治」という見出し）。
2006年に行われた天龍とのシングルでは、市川の急所攻撃→ジャーマン・スープレックス・ホールドで3カウントを取ったが、実は反則裁定を取られるという幻の1勝もある。
近年は登場機会がめっきり減っている。普段は営業の仕事もしており、ビッグマッチ前にはコスチュームのまま宣伝カーで周っていることが多い。
2006年11月12日、『スト市ボンバイエ』で戸澤アキラと引退を賭けた3本勝負に敗れ、引退が決定したが、新たに「ストーカー市川Z」と改名し、現在も以前と変わらずお笑い部門担当兼営業として活躍している。
2007年5月にアメリカ遠征をしてドン・フジイと対決。現地でオープン・ザ・お笑い・ゲートベルト（略称O2G）を授与されたのを期に再び改名。"ハリウッド"ストーカー市川となった。
2007年11月9日、『スト市ボンバイエ2』が開催され、佐野直との3本勝負に敗れる。試合後、総合格闘技DEEPへの参戦を発表。
2007年12月12日、DEEP 33 IMPACTで滑川康仁と対戦。テイクダウンを奪ったり、ダウンから立ち上がるなど奮闘を見せたが、立ち上がり直後のフロントチョークで敗れた。試合後の会見で渡辺久江との対戦を熱望した。
2008年7月12日にドン・フジイに羽交い絞めに、望月成晃に結婚式場のパンフレットで殴打されて失神する。その後7月20日にフジイと望月を襲撃、今までの市川ではなく、悪に目覚め、コスチュームが青くなったICHIKAWAに変貌した（ザ・グレート・サスケの別ギミック・SASUKEに由来）。
その後はICHIKAWAのキャラクターの方向性に迷った結果元に戻った。
2012年帰ってきたベテラン軍加入、お笑い以外にもユニット抗争に加わるようになった。
ユニット加入後は、フィニッシュホールドとしていたイナバウアージャーマンに対し戸澤陽に因縁をつけられ封印マッチで敗北し封印。
2012年3月1日の後楽園大会において、4月12日後楽園大会のメインイベント帰ってきたベテラン軍とMAD BLANKEYの5VS5全面対抗戦(綱引きマッチ)に帰ってきたベテラン軍のメンバーとして参加することがCIMAから発表され、試合ではサイバー・コングと対戦となるもアシストなどに助けられ勝利。
この年は毎年行われる大物レスラーとの対戦で大仁田厚と対戦。その後はタッグを組んでKzy、問題龍と対戦し勝利している。
2013年は藤原喜明と対決。
2014年は高山善廣・藤波辰爾と対戦している。
2015年には、市川自らがXとなり船木誠勝を相手に対戦した。
2019年12月15日のTHE FINAL GATEでプロレスリング・ノアの丸藤正道と対戦。試合前に急遽、自らマスカラ・コントラ・カベジュラに変更するも敗北。マスクを剥がされる。
18日の後楽園大会で師匠のウルティモ・ドラゴンからリングネームをこのまま市川と命名される。
2024年9月29日の神戸大会にて12月の後楽園大会をもって引退を発表。10月4日の後楽園大会にて、引退カードとして棚橋弘至とのシングルマッチが本人のビデオメッセージと共に発表された。

## 得意技
- カンチョー

相手の尻に両の人差し指を突き刺す技。繰り出す前には「カンチョー!」と叫ぶ。どんな大物にも必ず決めているが、吉江豊には尻の脂肪が厚かったために効果はなかった。
- スクリュー・カンチョー
- ダイビング・カンチョー
- ラ・マヒストラル

年に数回この技で勝利している。
- 735（ナミコ）

レイ・ミステリオの619と同じ技。結婚後、妻（現在は離婚）の名前をとってこのネーミングになった。
- プランチャ

絶対に当たらない。
- イナバウアー・ジャーマン・スープレックス・ホールド

フロリダブラザーズとの敗者キャラ剥奪マッチで見せた大技。ウェイトが90kg以上あるマイケル岩佐やサイバー・コングにすら決めきることができる。フィニッシュ・ホールド化していたが戸澤陽との敗者封印マッチで負け封印となったが、最上級の必殺技として使用はしている。堀口元気曰く、『強力でブリッジが効いていて破壊力もある』。
- トペ・コンヒーロ

トップロープ越しではなく、トップロープとセカンドロープの間をくぐるタイプで難易度が高い。Eitaの“バスタ”とほぼ同じだが、こちらはスピードが少し遅い。
- トペ・アトミコ

リング内ではなく、リング外に居る相手にお見舞いする。トップロープを掴んでリング外にぶら下がった状態から、ロープを逆上がりの要領で登ろうとしてできず、レフェリーに助けられてリング内に入ってから放つのがお約束のムーブだった。かつてTARUと抗争していた頃によく披露したが、後にやらなくなっている。
- ウラカン・ラナ

パワーボムの体勢に持ち上げられた際に、その切り返し技として披露していた。TARUや望月成晃と抗争していた頃には良く披露していたが、最近はやらなくなっている。大鷲透に決めたこともある。
- オールドスクール

独特の見得を切りながらロープを渡るが、真ん中まで来ると踏み外して股間を強打することがお約束になっている。たまに渡りきる事があるが、調子に乗って次のコーナーへ渡ろうと、もしくは後退りで戻ろうとしてやはり踏み外して股間を強打する。時には支え役の相手レスラーが引っ張ったりして踏み外すパターンもある。
- 延髄斬り

かつてTARUと抗争していた頃にやっていたが、後にやらなくなっている。
- シャイニング・ウイザード

マットに座り込んだ相手の左太ももに右足を乗せ、左足で相手の側頭部から後頭部にかけての辺りを蹴る。かつてTARUや望月成晃と抗争していた頃によく披露していた。
- DDT

かつてTARUや望月成晃と抗争していた頃によく披露していた。スィング式とトルネード式の両方できる。
- インディアン・デスロック

かつて望月成晃と抗争していた頃に披露したことがある。
- ヘッドシザーズ・ホイップ
- ボー・アンド・アロー
- フライング・クロス・チョップ
- ドラゴンスクリュー
- サミング

## タイトル歴
DRAGON GATE
- オープン・ザ・お笑いゲート王座（初代、第7代、第9代、第11代、第15代、第26、第28代）

東京愚連隊
- 東京インターコンチネンタルタッグ王座（第4代）（パートナーは菊タロー）

## 過去に対戦したX（大物選手）
- アジャ・コング（2000年6月4日）
- 新崎人生（2000年7月22日）
- 青柳政司（2000年8月15日、2011年12月4日）
- 嵐（2000年8月24日）
- アレクサンダー大塚（2000年10月12日）
- 大刀光（2001年3月17日）
- ザ・グレート・カブキ（2001年5月12日）
- 松永光弘（2002年2月24日）
- 金村キンタロー（2002年5月19日、12月28日）
- 高山善廣（2003年4月22日、2014年3月16日、2015年5月10日）
- リッキー・フジ（2003年6月19日）
- ザ・グレート・サスケ（2003年6月29日、2008年7月27日）
- 齋藤彰俊（2005年3月13日）
- 川田利明（2005年5月1日）
- 吉江豊（2006年4月23日）
- 鈴木みのる（2006年5月10日）
- 秋山準（2007年3月25日）
- 永田裕志（2007年7月1日）
- 神取忍（2008年5月5日）
- ネクロ・ブッチャー（2008年9月5日）
- 越中詩郎 with ケンドーコバヤシ（2008年11月16日）
- 曙（2008年12月28日）
- 佐々木健介（2009年3月22日）
- ウルトラマンロビン（2009年7月8日）
- アブドーラ・ザ・ブッチャー（2009年7月19日）
- 長州力（2010年11月23日）
- 大仁田厚（2012年3月25日）
- 藤原喜明（2013年7月20日）
- 藤波辰爾（2014年5月5日）
- 武藤敬司（2022年8月1日）
- 小島聡（2022年11月11日）
- 鷹木信悟（2023年7月2日）
- 棚橋弘至（2024年12月17日）

また、X表記ではないものの風香、菊タロー、北斗晶、中嶋勝彦、天龍源一郎、チェ・ホンマン、丸藤正道、拳王、ダンプ松本などとも対戦している。2015年12月27日には市川が船木誠勝を相手にXとして登場したこともある。

## 総合格闘技戦績
| 総合格闘技 戦績 | 総合格闘技 戦績 | 総合格闘技 戦績 | 総合格闘技 戦績 | 総合格闘技 戦績 | 総合格闘技 戦績 | 総合格闘技 戦績 |
| --------------- | --------------- | --------------- | --------------- | --------------- | --------------- | --------------- |
| 1 試合          | (T)KO           | 一本            | 判定            | その他          | 引き分け        | 無効試合        |
| 0 勝            | 0               | 0               | 0               | 0               | 0               | 0               |
| 1 敗            | 0               | 1               | 0               | 0               | 0               | 0               |

| 勝敗 | 対戦相手 | 試合結果                 | 大会名           | 開催年月日     |
| ×    | 滑川康仁 | 1R 2:20 フロントチョーク | DEEP 33th IMPACT | 2007年12月12日 |

## エピソード
- 闘龍門出身者の中では数少ないレスリング経験者（他には"brother"YASSHI、ジャンピングキッド沖本、闘龍門練習生ではないが望月成晃ぐらいである）。
- 元々本人は闘龍門入団当初、ウルティモ・ドラゴンに「黒のショートタイツで、ストロングスタイル」と訴えていたが、ドラゴンから「何をバカなことを言っているんだ」と一喝され、「こういうコスチュームを作って来い」とその場でイラストを描かれた。しかし市川がいつまで経ってもコスチュームを作って来ないため、ドラゴンは「作って来ないとデビューさせないぞ」と怒鳴ったという。そのコスチュームこそ、ブラックデビルのコスチュームであった（週刊プロレスでのドラゴンのインタビューより）。
- 2002年に恋人と同棲していたことを岡村隆志社長に言われたが、「一勝すれば結婚」との条件を背負って戦い続ける。2003年夏に入籍し、2005年1月に正式にチャペルで挙式をするが、実際には2003年の入籍直後に岐阜の神社で式は挙げていた。のちに結婚し役所に書類を提出しに行く姿がテレビ番組で放映された。闘龍門出身者の中で最初の既婚者となり、一時期離婚を掛けてに試合が組まれるなどしていたが、2007年9月に離婚。
- 闘龍門時代、正規軍にもC-MAXにも所属したことのある唯一の選手。
- メキシコ修業時代に堀口元気、神田裕之、新井健一郎が続々デビューし、もう一人別の2期生がデビューする予定だったが、病気で急遽日本に帰ることになり、穴埋めという形でストーカー市川がデビューした。
- 同じく最弱キャラのDJニラと2003年12月28日「最弱王決定戦」と言う名目で試合を組まれた事もあり、その後は最弱キャラ同士として気が合うところがあるらしく、ハッスルにて1vs2の変則タッグマッチで組んでいる。北斗晶とも2人で戦ったが、10秒にも満たずにノーザンライトボムからのピンフォール負けを食らった（両者）。同じ女子プロレスラーのアメージング・コングとも戦っている。